# 申费尔德 (萨克森州)
申费尔德（德語：Schönfeld）是德国萨克森州的一个市镇，隶属于迈森县。总面积为39.16平方千米，截至2020年总人口为1870人。